# Boeddhisme in Thailand

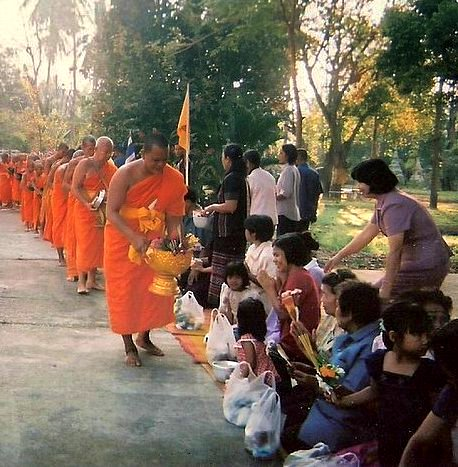
Boeddhisten tijdens de Pindabat (aalmoezengang), Uttaradit, 2006

Het boeddhisme in Thailand de belangrijkste religie van het land. In 2017 hing 94,6% van de 66,7 miljoen inwoners de religie aan. De belangrijkste stroming in het land wordt gevormd door het theravadaboeddhisme.

## Geschiedenis

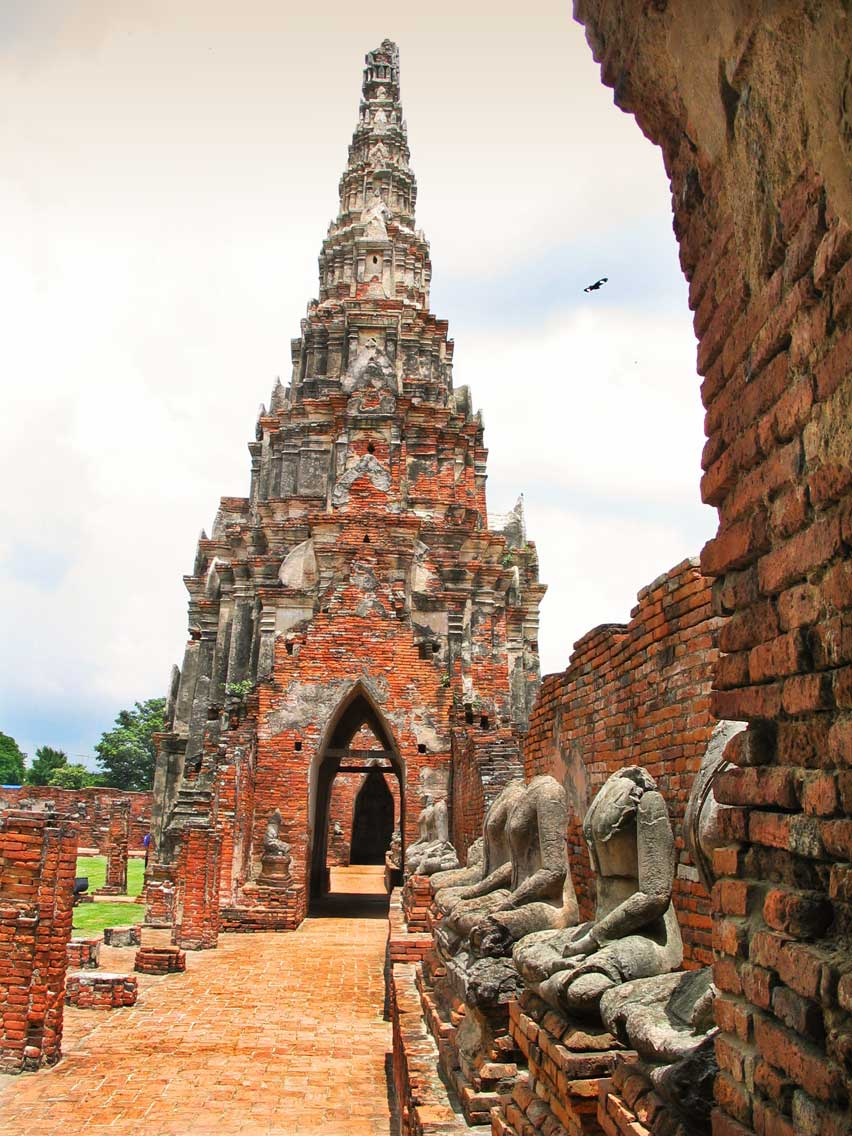
De Wat Chai Watthanaram-tempel

Uit archeologische vondsten komt naar voren dat het boeddhisme in Myanmar in ca. de 6e eeuw n.Chr. naar Thailand kan zijn overgeleverd. Mogelijk was het boeddhisme ook al eerder in Thailand aanwezig, waarvan dit op zijn vroegst in het jaar 228 v.Chr. geweest is door Uttar Sthavira, een van de zonen van de Indiase koning Asoka, een Indiaas heerser uit de 3e eeuw v.Chr. en groot promotor en beschermer van het boeddhisme.
De stroming die tussen de 8e en 13e eeuw het meest voorkwam in Thailand, was het hinayanaboeddhisme. Daarna verspreidde zich het theravadaboeddhisme door toedoen van de toenmalige koningen van Thailand. Deze invloed kwam vooral door de contacten die er in die tijd waren met Ceylonese boeddhisten.
In 1851 volgde Rama IV zijn overleden broer Rama III op. Rama IV was een boeddhistische monnik toen hij de troon besteeg en hij hervormde tijdens zijn regering het boeddhisme in het land naar de vorm zoals deze begin 21e eeuw ook nog wordt beoefend. Hij deed dit door de Dhammayut-school te stimuleren die een groot belang hecht aan de regels uit de Vinaya.
Hij werd opgevolgd door Rama V die eveneens een actief pleitbezorger van het boeddhisme was. Zo liet hij een Pali Canon uitbrengen die begin 21e eeuw als een van de belangrijkste en meest volledige in zijn soort wordt beschouwd. Een latere hervorming zorgde ervoor dat de koning de leiding kreeg over de gehele sangha in Thailand.